# Trachelas quadridens
Trachelas quadridens là một loài nhện trong họ Trachelidae.
Loài này thuộc chi Trachelas. Trachelas quadridens được Otto Kraus miêu tả năm 1955.